# Trviž
Trviž (olaszul: Terviso) falu Horvátországban, Isztria megyében. Közigazgatásilag Pazinhoz tartozik.

## Fekvése
Az Isztriai-félsziget közepén, Pazintól 6 km-re északnyugatra, a Pazin-Motovun út mellett egy magaslaton fekszik.

## Története
Területén már a történelem előtti időkben erődített település volt. Első írásos említése 1177-ben történt, amikor a porecsi püspökség birtoka lett. A 14. századtól a Pazini grófság része volt, fontos határmenti település a velencei Motovun felé vezető úton. Határmenti fekvése miatt a 17. század elejéig gyakran volt helyszíne heves összetűzéseknek. Ennek ellenére nem voltak védőfalai, de központjában állt egy erős védőtorony. A településnek 1857-ben 544, 1910-ben 466 lakosa volt. Lakói hagyományosan mezőgazdasággal és kisállattenyésztéssel foglalkoztak. Később fejlődött a falusi turizmus és a magán vállalkozások is. 2011-ben 410 lakosa volt.

## Lakosság
| Lakosság változása | Lakosság változása | Lakosság változása | Lakosság változása | Lakosság változása | Lakosság változása | Lakosság változása | Lakosság változása | Lakosság változása | Lakosság változása | Lakosság változása | Lakosság változása | Lakosság változása | Lakosság változása | Lakosság változása | Lakosság változása |
| ------------------ | ------------------ | ------------------ | ------------------ | ------------------ | ------------------ | ------------------ | ------------------ | ------------------ | ------------------ | ------------------ | ------------------ | ------------------ | ------------------ | ------------------ | ------------------ |
| 1857               | 1869               | 1880               | 1890               | 1900               | 1910               | 1921               | 1931               | 1948               | 1953               | 1961               | 1971               | 1981               | 1991               | 2001               | 2011               |
| 544                | 562                | 296                | 327                | 368                | 466                | 958                | 905                | 391                | 426                | 420                | 385                | 384                | 430                | 425                | 410                |

## Nevezetességei
- A Rózsafüzér királynője tiszteletére szentelt plébániatemploma 1897-ben épült háromhajós bazilikaként a régi templom alapjain. Harangtornya 35 méter magas.
- Szent Péter apostol tiszteletére szentelt temploma volt a falu régi plébániatemploma. A 11–12. században építették egyhajós templomként. Ebből az ősi templomból csak az oldalfalak maradtak fenn. A 13–14. században egyenes záródású négyszögletes apszist építettek hozzá. A homlokzat a harmadik építési fázisban a 19. században épült. A falakon a freskók három rétegben maradtak fenn, a glaglita felirat szerint 1533-ban készültek. Régi harangját melyet 1440-ben a velencei Giovanni mester öntött a 19. század végén Ljubljanába vitték. A templom mellett található a falu régi temetője.